# Lucarré
Lucarré ist eine französische Gemeinde mit 64 Einwohnern (Stand 1. Januar 2022) im Département Pyrénées-Atlantiques in der Region Nouvelle-Aquitaine (vor 2016: Aquitanien). Die Gemeinde gehört zum Arrondissement Pau und zum Kanton Terres des Luys et Coteaux du Vic-Bilh (bis 2015: Kanton Lembeye).
Der Name in der gascognischen Sprache lautet Lucarrèr. Die Bewohner werden Lucarréens und Lucarréennes genannt.

## Geographie
Lucarré liegt ca. 35 km nordöstlich von Pau in der Region Vic-Bilh der historischen Provinz Béarn am nordöstlichen Rand des Départements.
Umgeben wird Lucarré von den Nachbargemeinden:
| Peyrelongue-Abos |                                             | Luc-Armau      |
|                  | Kompassrose, die auf Nachbargemeinden zeigt |                |
| Momy             |                                             | Bentayou-Sérée |

Lucarré liegt im Einzugsgebiet des Flusses Adour.
Der Petit Lées, ein Nebenfluss des Lées, strömt durch das Gebiet der Gemeinde zusammen mit seinem Zufluss, dem Ruisseau de Lanamia. Der Petit Lées wird außerdem bei Lucarré aufgestaut.

## Geschichte
Bei der Volkszählung des Béarn im Jahre 1385 wurden in Lucarré zwölf Haushalte gezählt, darunter dem eines Laienklosters, und vermerkt, dass der Ort zur Bailliage von Montaner gehörte. Die ansehnliche Entwicklung der Siedlung in der damaligen Zeit kann durch die geografische Lage an einem der Jakobswege nach Santiago de Compostela erklärt werden. Seit dem 12. Jahrhundert unterstand die Pfarrkirche der Komturei des Malteserordens von Caubin und Morlaàs. Das Laienkloster, Vasall des Vicomtes von Béarn, gehörte den Grundherren von Lucarré, die diesen Titel mit einer Unterbrechung zwischen den Jahren 1622 und 1662 bis zur Französischen Revolution behielten.
Toponyme und Erwähnungen von Lucarré waren:
- Lucarree (13. Jahrhundert, fors de Béarn, Manuskript aus dem 14. Jahrhundert, S. 204),
- Luccarrer und Lucarer (1385 bzw. 1402, Volkszählung des Béarn),
- Lucarrer (1538, Manuskriptsammlung des 16. bis 18. Jahrhunderts),
- Lucarré (1750 und 1793, Karte von Cassini bzw. Notice Communale),
- Luccaré (1801, Bulletin des lois) und
- Luccarré (1863, Dictionnaire topographique Béarn-Pays basque).[4][5][6]

### Einwohnerentwicklung
Nach einem Höchststand der Einwohnerzahl von rund 240 in der Mitte des 19. Jahrhunderts reduzierte sich die Zahl bei kurzen Erholungsphasen bis nach dem Ersten Weltkrieg zunächst auf ein Niveau von rund 90 Einwohnern, bevor sie in der Folgezeit weiter auf ein Niveau von rund 50 Einwohnern sank.
| Jahr      | 1962 | 1968 | 1975 | 1982 | 1990 | 1999 | 2006 | 2009 | 2022 |
| --------- | ---- | ---- | ---- | ---- | ---- | ---- | ---- | ---- | ---- |
| Einwohner | 80   | 75   | 80   | 78   | 65   | 51   | 48   | 60   | 64   |

## Sehenswürdigkeiten
- Pfarrkirche, dem heiligen Petrus geweiht. Der ursprüngliche Bau datiert wahrscheinlich aus dem Mittelalter. In der Folge fanden mehrere Umgestaltungen statt, vor allem im 16. Jahrhundert, bevor die Kirche 1569 im Rahmen der Hugenottenkriege von protestantischen Truppen unter Gabriel de Lorges, Graf von Montgomery, in Brand gesteckt wurde. Eine zweite Umgestaltung wurde am Ende des 18. Jahrhunderts durchgeführt. Die Jahreszahl „1774“ zeigt der Schlussstein der Eingangstür, „1773“ der Schlussstein des südlichen Seiteneingangs. Die Kirche besitzt ein einschiffiges Langhaus und einen Glockengiebel, eine weit verbreitete Anordnung im Béarn. Im Innern birgt sie u. a. ein Vortragekreuz und zwei Statuen des Bildhauers Caraby aus der zweiten Hälfte des 18. Jahrhunderts. Diese und viele weitere Ausstattungsgegenstände aus dem 17. bis 19. Jahrhundert sind als nationale Kulturgüter registriert.[8][9]

- Laienkloster von Lucarré. Im 16. Jahrhundert errichtet, wurde es 1570 vom Besitzer und bekennenden Katholiken Gauthier de Coffite während der Hugenottenkriege durch Jeanne d’Albret, Königin von Navarra, konfisziert. Nachdem das Laienkloster der Familie zurückgegeben worden war, wurde es vollständig neu gebaut. Aus dieser Zeit überdauerte ein hexagonaler Turm, der an die Südfassade des früheren Wohntrakt angebaut ist. 1656 kaufte Samuel de Lafargue das Anwesen, 1662 die Familie Samsons-Miossens. Die Familie Nays-Candau erbte das Schloss nach 1692 und besaß es bis 1793, als es während der Französischen Revolution erneut konfisziert und als nationales Gut an Jean Lamude-Bayle verkauft wurde. Heute ist es ein bäuerlicher Gutshof.[10][11]

## Wirtschaft und Infrastruktur
Die Landwirtschaft ist traditionell der wichtigste Wirtschaftsfaktor der Gemeinde.

Logo des Jakobswegs

### Sport und Freizeit
Der Fernwanderweg GR 653 von Toulouse nach Jaca, der einem Abschnitt der Via Tolosana, dem südlichsten der vier Jakobswege, entspricht, führt durch das Ortszentrum.
Ein 2,5 km langer Rundweg führt um den Stausee Lac de Lucarré.

### Verkehr
Lucarré wird durchquert von der Route départementale 224.